# Norfolk (Nowy Jork)
Norfolk – town w Stanach Zjednoczonych, w stanie Nowy Jork, w hrabstwie St. Lawrence.
Powierzchnia town wynosi 57,74 mi² (około 149,5 km²). W 2010 roku jego populacja wynosiła 4668 osób. W 2000 roku zamieszkiwało je 4565 osób, a w 1990 mieszkańców było 4523.
Na terenie town leży village Norwood, część village Massena oraz CDP Norfolk.